# Quilmesaurus curriei
Il quilmesauro (Quilmesaurus curriei) è un dinosauro carnivoro appartenente ai teropodi. Visse nel Cretaceo superiore (Campaniano, circa 75 milioni di anni fa) e i suoi resti fossili sono stati ritrovati in Sudamerica.

## Descrizione
Questo animale è noto solo per i resti parziali di una zampa posteriore destra, che non permettono la ricostruzione dell'animale completo. Dalle dimensioni dei fossili, si suppone che Quilmesaurus fosse lungo circa 5 - 6 metri. I fossili comprendono la metà distale del femore destro e una tibia destra completa. Quilmesaurus curriei si distingue da altri dinosauri carnivori a causa di un'articolazione del ginocchio altamente specializzata. Il femore possiede una cresta mediodistale ben sviluppata, e la tibia possiede una cresta cnemiale uncinata. Non vi era evidentemente fusione dei tarsali prossimali, e il malleolo laterale si proietta distalmente più che quello interno, presentando un profilo asimmetrico. Era inoltre presente una tacca sulla superficie articolare distale della tibia.

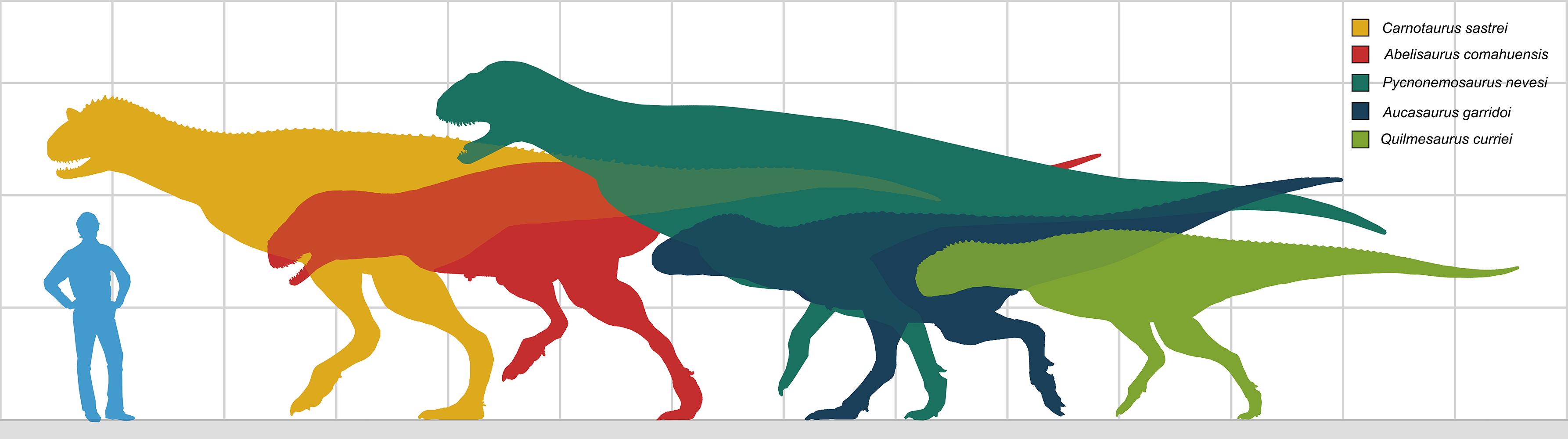
Dimensioni comparate dei carnotaurini (da sinistra a destra) Carnotaurus, Abelisaurus, Pycnonemosaurus, Aucasaurus e Quilmesaurus

## Classificazione
Quilmesaurus curriei venne descritto per la prima volta nel 2001, sulla base di fossili ritrovati nella formazione Allen (Campaniano - Maastrichtiano), nel bacino di Neuquén, a circa 40 chilometri dalla città di Roca (Provincia di Río Negro, Argentina settentrionale). L'esemplare venne trovato in arenarie fluviali sul fondo della formazione Allen verso la fine degli anni '80.
Inizialmente Quilmesaurus venne considerato un dinosauro teropode tetanuro a causa delle caratteristiche della tibia (Coria, 2001), ma successivamente altre ricerche hanno ipotizzato che questo animale fosse un membro degli abelisauridi, i grandi dinosauri carnivori tipici del Cretaceo superiore sudamericano (Tortosa et al., 2013). Il nome Quilmesaurus deriva dai Quilme, una popolazione nativa del Sudamerica, mentre l'epiteto specifico, curriei, è in onore di Philip J. Currie, un paleontologo canadese. Altri fossili ritrovati nella formazione Allen comprendono titanosauri (Aeolosaurus), adrosauri, nodosauridi e uova di dinosauro. 